# Brat (альбом)
Brat (с англ. — «Оторва») — шестой студийный альбом британской певицы и автора песен Charli XCX, выпущенный 7 июня 2024 года. Чарли анонсировала альбом 28 февраля 2024 года, всего за день до выхода первого сингла, «Von Dutch». Второй сингл из альбома, «360», вышел 10 мая 2024 года. Альбом получил две премии «Грэмми» в номинациях «Лучший электронный и танцевальный альбом» и «Лучшая упаковка пластинки» в 2025 году.
Charli XCX описала альбом как агрессивный и конфронтационный. Brat получил признание музыкальных критиков, многие из которых отметили уязвимость исполнительницы, отражённую в текстах. По состоянию на июнь 2024 года, это самый высокорейтинговый альбом 2024 года на Metacritic.
Делюкс-версия с тремя дополнительными треками, озаглавленная Brat and it’s the same but there’s three more songs so it’s not (Brat и это то же самое, но есть ещё три песни, так что не то же), была выпущена 10 июня 2024 года. Альбом ремиксов под названием Brat and It’s Completely Different but Also Still Brat (Brat и это совершенно по-другому, но всё равно Brat), в котором приняли участие 20 приглашенных артистов, был выпущен 11 октября 2024 года.
Обложка альбома и его визуальный стиль стали популярным интернет-трендом и, в частности, были использованы вице-президентом США Камалой Харрис в её президентской кампании 2024 года, которую Charli XCX также поддержала.

## Предыстория
Альбом напоминает о нелегальной лондонской рейв-сцене, на которой Шарлотта Эмма Эйтчисон, выступающая под сценическим именем Charli XCX (Чарли Экс-Си-Экс) начала выступать, «когда ей было 14 или 15 лет». Это её шестой студийный альбом и первый после продления контракта с Atlantic Records в начале 2023 года. Его анонс состоялся 28 февраля 2024 года, за день до выхода лид-сингла «Von Dutch», который был выпущен 29 февраля.
По словам Charli XCX, Brat — её «самая агрессивная и конфронтационная пластинка», но в то же время и самая уязвимая. 22 февраля во время своего сета на складе Boiler Room она дебютировала с фрагментами треков, идентифицированных как «Spring Breakers» и «365». На сцене к ней присоединились американские актрисы Эддисон Рей и Джулия Фокс; ремикс на «Von Dutch» с участием Рэй и A. G. Cook был выпущен 22 марта. 6 марта состоялась премьера песни «So I» на мероприятии Billboard Women in Music. «Club Classics» и «B2B» были выпущены 3 апреля в качестве промо-сингла в двух упаковках.

## Музыка и слова
Альбом описывают как состоящий из электропопа, клуб-попа, гиперпопа, электроклэша и танцевальных стилей. Как Charli XCX сказала Кэти Бейн из Billboard, Brat был создан из плотного набора звуков, чтобы создать «этот уникальный минимализм, очень громкий и смелый». Шаад Д’Суза из The Face сравнил звучание альбома с компиляциями The Annual от Ministry of Sound 00-х годов и альбомом Loud Рианны 2010 года, описав тексты как «сомнительные и грубые, но нежные и душераздирающие».
Чарли рассказала журналу Vogue Singapore, что тексты песен очень личные и построены так, как она бы «разговаривала со своими друзьями по FaceTime».
В заглавном треке альбома «360» Чарли упоминает многих своих подруг — певицу и модель Gabbriette, актрису Джулию Фокс: «Называй меня Gabbriette, ты под таким вдохновением», «Я повсюду, я прямо Джулия» (англ. «Call me Gabbriette, you’re so inspired», «I’m everywhere, I’m so Julia»).
В «Club classics» певица упоминает музыкантов, чья музыка, по её мнению, уже стала «клубной классикой». Среди них — Софи, A. G. Cook, HudMo, также ХСХ упоминает себя.
Другая композиция с альбома Brat — «Sympathy Is a Knife», по мнению некоторых слушателей и музыкальных критиков посвящена американской исполнительнице Тейлор Свифт. Строчки: «Не хочу видеть её за кулисами на концерте моего парня / Скрестив пальцы за своей спиной / Я надеюсь, что они расстанутся вскоре» (англ. «Don’t wanna see her backstage at my boyfriend’s show / Fingers crossed behind my back / I hope they break up quick»), по предположению фанатов отсылают к Свифт и её отношениям с фронтменом группы The 1975 Мэттью Хили, с которым певица рассталась после двух месячных отношений. Жених ХСХ — Джордж Дэниэл, также является участником группы, из-за чего ХСХ и Свифт могли пересекаться за кулисами концертов The 1975. Чарли никак не подтвердила домыслы фанатов и критиков, кроме того в 2018 году ХСХ выступала на разогреве Тейлор во время её тура Reputation Stadium Tour.
«Talk Talk» повествует о истории знакомства Чарли с её женихом Джорджем Дэниелом. В интервью «Off the Record» певица объяснила, что в песне она рассказывает о конкретном случае, который произошел с ней: в 2020 году она вместе с Джорджем Дэниелом (участником группы The 1975) находилась на церемонии вручении премии NME Awards, «мы не были вместе, но мы определённо были увлечены друг другом». ХСХ поет: «Я пошла за тобой в туалет, /. Но потом у меня поехала крыша» (англ. «I followed you to the bathroom, / But then I felt crazy») - эту строчку певица объясняет тем, что действительно так сделала во время вручения премии.
Песню «So I» певица посвятила своей подруге и музыкальному продюсеру Софи. В песне ХСХ поет: «И я знаю, ты всегда говорила: „Плакать — это нормально“ / Итак, я понимаю, что я готова заплакать — и вот я плачу» (англ. «And I know you always said, „It’s okay to cry“ / So I know I can cry, I can cry, so I cry»), что является прямой отсылкой к композиции Софи «It’s Okay to Cry» с её дебютного альбома «Oil of Every Pearl’s Un-Insides». 6 марта 2024 года Чарли выступила с песней на мероприятии Billboard Women in Music 2024, во вступительной речи она заявила: «Эта песня о человеке, который был для меня очень, очень дорог и которого больше нет с нами». Вместе с Софи ХСХ написала EP «Vroom Vroom».
В песне «Girl, so confusing» ХСХ исследует свои отношения с новозеландской певицей Лорд. Кейт Моссман в интервью с Чарли для The Guardian представила свою интерпретацию композиции, с которой согласилась певица: «Girl, so confusing» повествует о «женской солидарности в эмоциональном плане и показывает, насколько сложными могут быть отношения между женщинами». В том же интервью ХСХ выразила свою радость в связи с тем, что «прошли времена, когда СМИ сталкивали двух женщин друг с другом» и привела в пример конфликты, созданные таблоидами между Бритни Спирс и Кристиной Агилерой, Пэрис Хилтон против Линдси Лохан.
В песне «Mean girls» XCX упоминает американскую певицу Лану Дель Рей: «Такая кокетливая на снимках со вспышкой / Боготворит Лану Дель Рей в своих Эйрподах, да» (англ. «All coquette-ish in the pictures with the flash on / Worships Lana Del Rey in her AirPods, yeah»). Перед выходом альбома, 5 июня Чарли дала интервью iHeartRadio, в котором сказала: «Горячие девушки слушают Лану Дель Рей» (англ. «Hot girls listen to Lana Del Rey»). Также, в интервью журналу The Face, Чарли заявила, что песня «Mean girls» вдохновлена американской актрисой белорусского происхождения и соведущей скандального подкаста «Red Scare» Дарьей Некрасовой и тем, почему «женщины, похожие на суккубов, с мертвыми глазами, такие как она и её подруга Gabbriette, часто считаются злыми» (англ. «succubus-looking, dead-eyed women» like herself and her friend Gabbriette are often coded as mean). Некрасова была польщена тем, что стала музой для певицы и в одном из своих подкастов сказала, что ХСХ поделилась с ней композицией до выхода альбома.
В «I think about it all the time» ХСХ поднимает тему материнства: «Так вот, мы беседовали по дороге домой / Стоит ли мне завязать с противозачаточными?» (англ. «So, we had a conversation on the way home / Should I stop my birth control?»). В интервью журналу Rolling Stone певица сказала, что на написание песни её вдохновила близкая подруга и соавтор Нуни Бао, которая недавно стала матерью: «Я пришла к своим друзьям и впервые повстречала их дитя / <…> / Она — блестящая мать, он — прекрасный отец / И теперь они знают то, что мне неведомо» (англ. «I went to my friend’s place and I met their baby for the first time / <…> / She’s a radiant mother and he’s a bеautiful father / And now they both know thesе things that I don’t»).

## Обложка
В преддверии выхода Brat обложки её дискографии были обновлены на всех стриминговых платформах, чтобы соответствовать её внешнему виду
Оформление и упаковка альбома Brat был разработан нью-йоркской студией Special Offer, Inc. Обложка, представляющая собой лаймово-зеленый квадрат низкого разрешения с непропорционально наложенным на него названием, была встречена критикой. В интервью для Vogue Singapore она сказала Чандрейи Рэй, что критика заставила её задаться вопросом, почему фанаты чувствуют «право собственности на женщин-артистов» настолько, что требуют, чтобы их фотография была на всех их работах; ранее она назвала это «мизогинистическим [sic] и скучным» в Твиттере. Далее она объяснила обложку альбома и, в частности, выбор цвета, посчитав зелёный цвет сильно перенасыщенным в СМИ и моде «в последнее время»: «Я хотела выбрать оскорбительный, немодный оттенок зелёного, чтобы вызвать мысль о том, что что-то не так. Мне бы хотелось, чтобы мы задались вопросом о том, как мы относимся к поп-культуре: почему некоторые вещи считаются хорошими и приемлемыми, а некоторые — плохими? Мне интересны нарративы, стоящие за этим, и я хочу спровоцировать людей. Я делаю это не для того, чтобы быть милой». Сэди Белл из People связала обложку альбома с его характером, который Charli XCX назвала «конфронтационным»
.
Несмотря на простой внешний вид, дизайн обложки альбома разрабатывался в течение пяти месяцев и представлял собой зелёный квадрат с текстом. Фрини выбрала цвет, изучив около 500 оттенков, стремясь добиться неброского, аляповатого эффекта. Окончательный оттенок совпал с видением Charli XCX — смелой и неподкупной. Шрифт, основанный на Arial, был выбран за его не «драгоценное» ощущение. Рассматривая различные швейцарские шрифты, Фрини хотела превзойти Helvetica. Текст, слегка растянутый, чтобы «придать ему индивидуальность», неловко расположен, чтобы не быть ни маленьким и со вкусом, ни большим и громким, создавая эстетику без мнения.
За несколько недель до выхода Brat стена в Гринпойнте (Бруклин), которую фанаты прозвали «brat wall», была разрисована и перекрашена в фирменный зелёный цвет альбома и различные послания. В течение лета сообщения на стене часто менялись в соответствии с циклом продвижения альбома. Первой надписью было «i’m your fav reference» — фраза из сингла «360», после чего она была перекрашена в просто «brat». 10 июня, когда вышло делюкс-издание Brat, стена была заменена на белую с надписью «brat and it’s the same but there’s three more songs so it’s not» (Brat и это то же самое, но есть ещё три песни, так что это не так). К середине июня стена осталась белой, но сменила надпись на «lorde», что указывало на возможное участие Лорд в будущих релизах, связанных с Brat, который вскоре появился в ремикс-версии «Girl, So Confusing». Последняя надпись на стене Brat — «ok bye!» в фирменном зелёном цвете альбома — была нанесена 1 июля.

## Промокампания
Певица дала множество интервью различным изданиям и СМИ, в которых рассказала о создании песен, работе над альбомом Brat и о своих источниках вдохновения. Среди них — The Guardian, Billboard, BBC Sounds. XCX также появилась на обложках журналов Rolling Stone UK, Vogue Singapore, стилизованный под эстетику альбома «Brat», GQ British.
Одним из самых ярких рекламных ходов Чарли стала аренда стены в районе Нью-Йорка Гринпойнт, на которой певица размещала различные анонсы, связанные с альбомом Brat, обновления на стене транслировались в прямом эфире её аккаунта в TikTok. Одним из первых сообщений Чарли стало: «Я твой любимый референс» (англ. «I’m your fav reference»), что является отсылкой к тексту песни «360». 10 июня цвет стены был изменён с ярко-зелёного на белый, что являлось промокампанией deluxe-издания альбома «Brat and it’s the same but there’s three more songs so it’s not». Позже, на стене появилось сообщение «lorde» — это было тизером коллаборации ХСХ и певицы Лорд. Последним сообщением на стене стали прощальные слова: «Хорошо, пока!» (англ. «ok, bye!»).
Также в рамках промокампании альбома ХСХ изменила обложки всех своих альбомов на стриминговых сервисах в стилистике Brat.
Чарли выпустила несколько музыкальных видео в поддержку альбома. Клип на первый сингл с альбома «Von Dutch» вышел 29 февраля 2024 года. Режиссёром видео выступил фотограф Torso, известный своими работами с модными брендами Mugler, Jean Paul Gaultier, Burberry и другими. Музыкальное видео было снято в аэропортах Шарль-де-Голль и Париж-Ле-Бурже в Париже. Видео на сингл «360» было выпущено в день выхода песни. Клип снят британским режиссёром и фотографом Эйданом Замири. Клип повествует о «новой, популярной в интернете it girl». Вместе с Чарли в кадре появляются актрисы Хлоя Севиньи, Хари Неф, Рэйчел Сеннотт, модели Джулия Фокс, Хлоя Черри, Эмма Чемберлен, Gabbriette, Алекс Консани, а также продюсер ХСХ A. G. Cook. Также был снят клип на ремикс-версию «Guess» — «Guess featuring Billie Eilish», записанную с американской певицей Билли Айлиш. Режиссёром стал Эйдан Замири, с которым певица уже сотрудничала.
Чарли также отправилась в семидневный тур в поддержку альбома, в рамках которого дала концерты в Нью-Йорке, Чикаго, Лос-Анджелесе и других городах.. Премьеру альбома посетило множество знаменитостей и друзей ХСХ: Лорд, Лили Ален, Джулия Фокс, Ким Петрас, Габбриэтт, Мэттью Хили, Ричи Шазам и другие.
Певица выпустила официальный мерчендайз, среди которого, помимо кассет, дисков и виниловых пластинок — футболки, толстовки, топ, кепка, чехол для телефона, полотенце, бутылка для воды и брелоки. Также, совместно с музыкальным сервисом Spotify певица выпустила капсульную коллекцию мерчендайза. В коллекцию попали худи в текстом песни «Mean girls», футболка «Von dutch» и бутылка для воды с текстом песни «Club classics».
Перед выходом ремикс-версии песни, записанной совместно с Билли Айлиш «Guess» — «Guess featuring Billie Eilish» на улицах Лос-Анджелеса появились промо-листовки с обложкой, названием песни и номером, позвонив по которому, можно было услышать сниппет композиции.

## Влияние
Стилистика альбома стала вирусной и интернет-мемом. Teen Vogue прозвал брендинг «хаотично ярким и прямолинейным».
Альбом породил термин «Brat summer», одноимённый хэштег набрал около 1 миллиона упоминаний в TikTok.
Brat оказал влияние на многих медийных персон, и получил положительный отклик от музыкантов и актёров. Среди них — актёр Кайл Маклахлен, который поддержал певицу своими роликами в Instagram и TikTok с композициями с альбома. В своём интервью для журнала GQ Маклахлен заявил, что является фанатом альбома, своей любимой композицией он назвал «Von Dutch». Пользователи интернета прозвали его "Интернет-«малышкой» (англ. «Internet-„babygirl“»). Актёр и певица встретились в Ибице во время её диджей-сета в Boiler Room. Также ХСХ поддержала Кэти Перри, певец Трой Сиван, Джо Джонас, Дэйв Грол, Джессика Альба, Эшли Тисдейл, Брук Шилдс, Керри Вашингтон, Ева Лонгория, Лиза Ринна, актёр Гарри Хэмлин, Джейк Борелли, Стивен Колбер, Бехати Принслу, Кара Делевинь, Сиенна Миллер, актёры фильма «Смерч 2»: Глен Пауэлл, Дэйзи Эдгар-Джонс и Энтони Рамос, женская сборная США по регби. Все они сняли клипы в социальной сети TikTok, в которых повторяют хореографию танца под песню «Apple».
Сэди Белл из People связала обложку альбома с характером альбома, который Charli XCX назвала «конфронтационным». Названный трендом «Brat summer», стиль обложки альбома и специфический оттенок зелёного стали вирусной сенсацией после появления в сети инструмента «Brat generator», который позволял пользователям копировать обложку со своим собственным текстом. В день выхода альбома достопримечательность Лондона колесо обозрения «Лондонский глаз» было подсвечено зелёным лаймом. National Geographic отметил альбом и образ «brat-девушки» в статье на тему Brat, в которой обсуждались женщины-иконы в истории, включая Клеопатру, У Цзэтянь, Лукрецию Борджиа, Джорджиану Кавендиш и Аурору Дюпен (Жорж Санд).
Британский словарь Collins назвал Brat словом года.

### В политических кампаниях

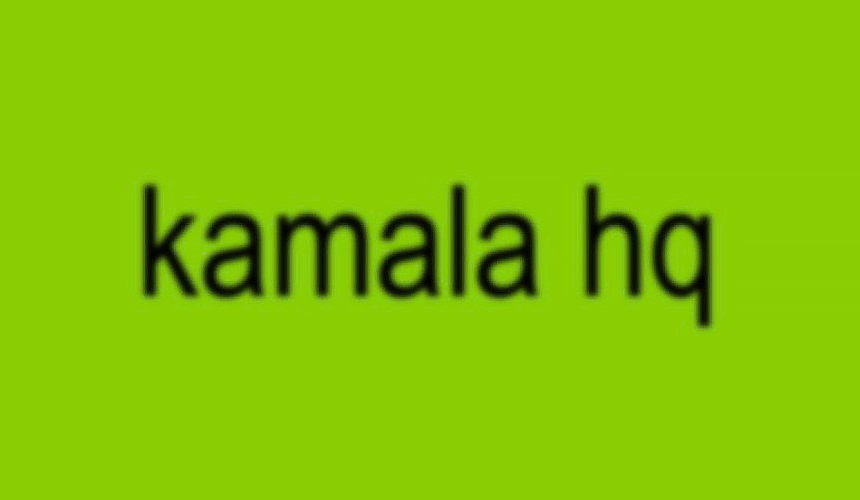
Баннер твиттера Камалы

Charli XCX сделала веб-версию генератора «обложек» в стиле альбома «Brat», где каждый мог сделать обложку со своим текстом. Этим инструментом воспользовалась некоторые политики и партии. В рамках предвыборной кампании 2024 года Зелёная партия Англии и Уэльса разместила в социальных сетях копию обложки альбома с надписью «vote green» вместо «brat».
После того как Джо Байден решил отказаться от участия в президентских выборах в США в 2024 году, официальный профиль кампании Байдена и Харрис переименовался в «Kamala HQ», поддержав вице-президента Камалу Харрис, и изменил свой баннерный рисунок в подражание обложке альбома, заменив «brat» на «kamala hq». Это произошло после того, как Charli XCX поддержала Харрис на сайте X (бывший Twitter), опубликовав заявление «kamala IS brat [sic]». В нескольких видеороликах TikTok были показаны монтажи песен из альбома с кадрами Харрис на заднем плане. Некоторые аналитики считают, что связь между кампанией и альбомом вызовет энтузиазм у молодых избирателей.

## Отзывы
| Совокупная оценка    | Совокупная оценка |
| Источник             | Оценка            |
| -------------------- | ----------------- |
| AnyDecentMusic?      | 8.7/10            |
| Metacritic           | 95/100            |
| Оценки критиков      |                   |
| Источник             | Оценка            |
| AllMusic             | [ 89 ]            |
| Exclaim!             | 9/10              |
| The Guardian         | [ 91 ]            |
| The Independent      | [ 92 ]            |
| The Line of Best Fit | 9/10              |
| NME                  | [ 93 ]            |
| Paste                | 9.0/10            |
| Pitchfork            | 8.6/10            |
| Rolling Stone        | [ 95 ]            |
| Slant Magazine       | [ 96 ]            |

Альбом получил положительные отзывы музыкальной критики и интернет-изданий. Brat получил 95 баллов из 100 на агрегаторе рецензий Metacritic на основе 24 отзывов критиков, которые сайт классифицировал как «общее признание». По состоянию на июнь 2024 года, из всего каталога Metacritic, он занимает первое место среди альбомов 2024 года и 16-е место среди альбомов всех времён. Сайт-агрегатор рецензий AnyDecentMusic? собрал 21 рецензию и поставил альбому средний балл 8,6 из 10, основываясь на оценке консенсуса критиков. Современные музыкальные критики высоко оценили эмоциональную уязвимость Charli XCX, а некоторые назвали Brat одним из лучших альбомов певицы, а Лора Снейпс из The Guardian назвала его «шедевром».
Сал Чинквемани из Slant Magazine описал альбом как «грубый и наглый», но «часто уязвимый». Бриттани Спанос из Rolling Stone написала, что Brat «мечется между крайностями… гиперпоп-роллерские горки пост-сатурновского возвращения, тревоги начала тридцатых и бравады It-girl». Бен Типпл из DIY расценил альбом как проявление рейв-корней певицы, назвав его «безошибочным отображением её сущности; волнующей одой многочисленным граням клубной культуры». На Pitchfork Миган Гарви назвала альбом одним из лучших в творчестве Charli XCX, присвоив ему звание «Лучшая новая музыка».
Эрик Беннетт, написавший для Paste, высоко оценил альбом и назвал его «грязным и уязвимым… в том смысле, которого не хватало работам Чарли в последнее десятилетие». Вера Максимюк из Riff Magazine написала, что «будь то в напористом и дерзком сингле „Von Dutch“ или в более развязных песнях вроде „I think about it all the time“… вы можете почувствовать, как Софи наблюдает за ней, направляет её и выводит из зоны творческого комфорта, как она делала это в жизни».

## Официальные ремиксы
Особенностью ремиксов альбома Brat является то, что в песнях не просто изменяется музыкальная основа, сведение или мастеринг, Чарли приглашает других исполнителей для полноценных совместных песен, изменяет тексты, наполняя их отсылками и перекличками с творчеством тех певцов, кто участвует в ремиксе.
22 марта 2024 года Чарли выпустила ремикс на сингл «Von Dutch» — «The von dutch remix with addison rae and a.g. cook», который был записан совместно с американской певицей Эддисон Рей и продюсером, с которым работает Чарли Александром Гай Куком (A. G. Cook).
12 апреля вышла вторая ремикс-версия песни «Von Dutch» — «The von dutch remix with skream and benga». В ремиксе приняли участие британский диджей Skream и дабстеп-музыкант Benga.
31 мая певица выпустила ремикс на песню «360» — «The 360 with robyn and yung lean», записанный совместно со шведской певицей Робин и рэпером Yung Lean. Ещё в музыкальном видео на оригинальную композицию, которое вышло 10 мая, XCX намекала на сотрудничество с Робин и Yung Lean, указав их в титрах и выражая им отдельную благодарность.
21 июня вышел ремикс на песню «Girl, so confusing», получивший название «The girl, so confusing version with lorde». На ремиксе к Чарли присоединилась новозеландская исполнительница Лорд. Текст в оригинальной версии песни отсылал к творчеству Лорд и их отношениям: «Люди говорят, мы похожи / Говорят, у нас одинаковая прическа» (англ. «People say we’re alike / They say we’ve got the same hair»). В 2014 году в одном из интервью Чарли приняли за Лорд, спрашивая её о композиции «Royals», которую исполняет Лорд. Сравнения двух девушек связано с тем, что обе они стали популярными в одно время, а также с тем, что часто фанаты и СМИ сравнивали их внешность. Фанаты ХСХ изначально думали, что песня «Girl, so confusing» посвящена певице Марине Диамандис и их взаимоотношениям, но после того, как вышла версия с Лорд, Марина отреагировала в своём аккаунте в социальной сети X, где сказала, что «плакала, когда слушала эту песню». Коллаборация получила звание «Лучшей новой песни» от издания Pitchfork.
1 августа XCX выпустила ремикс на песню «Guess» — «Guess featuring Billie Eilish» с американской певицей Билли Айлиш. Кроме того, на ремикс-версию был снят клип, который вышел 2 августа. В ремикс-версии XCX также, как и в других ремиксах изменяет и дополняет текст. Например, певица добавила строчку «Съешь их на обед. Да, это так вкусно…» (англ. «Eat it for lunch, yeah, it’s so delicious»), что является отсылкой к синглу Билли Айлиш «LUNCH» с альбома «Hit Me Hard and Soft».

## Коммерческий успех

### Великобритания
В Великобритании Brat дебютировал на втором месте (продано 27 234 единицы) в чарте альбомов Великобритании UK Albums Chart, уступив вершину альбому Тейлор Свифт The Tortured Poets Department (2024). Это стало для Charli XCX вторым появлением её альбомов в первой десятке чартов и самым большим показателем продаж за первую неделю в стране. Это вызвало споры среди СМИ, которые обвинили Свифт в том, что она захватила первое место в Великобритании, выпустив новую версию своего последнего альбома, доступную только в Великобритании, на той же неделе, когда вышел Brat. Тейлор Свифт известна своими переизданиями альбомов, что нередко, по мнению СМИ, не даёт другим артистам завоевать лидерство в чартах.

### США
В США Brat дебютировал на третьем месте в Billboard 200 с 77 000 альбомных единиц в первую неделю, включая 40 000 чистых альбомных продаж. Этот альбом стал самым большим успехом Charli XCX в этой стране. Он также принёс ей самые высокие общие продажи за первую неделю и самую большую неделю потокового вещания в карьере — 46,72 миллиона потоков.

## Награды и номинации
| Награда                | Год  | Категория                       | Результат | Ссылка  |
| ---------------------- | ---- | ------------------------------- | --------- | ------- |
| Mercury Prize          | 2024 | Album of the Year               | Номинация | [ 119 ] |
| ARIA Music Awards      | 2024 | Best International Artist       | Номинация | [ 120 ] |
| Danish Music Awards    | 2024 | International Album of the Year | Победа    | [ 121 ] |
| Billboard Music Awards | 2024 | Top Dance/Electronic Album      | Победа    | [ 122 ] |
| Grammy Awards          | 2025 | Album of the Year               | Номинация | [ 123 ] |
| Grammy Awards          | 2025 | Best Dance/Electronic Album     | Победа    | [ 123 ] |
| Grammy Awards          | 2025 | Best Recording Package          | Победа    | [ 123 ] |
| Brit Awards            | 2025 | Album of the Year               | Ожидается |         |

## Итоговые списки критиков
| Публикация    | Список                                             | Ранг | Ссылка  |
| ------------- | -------------------------------------------------- | ---- | ------- |
| Paste         | The 100 Best Albums of the 2020s So Far (2024)     | 15   | [ 124 ] |
| Pitchfork     | The 100 Best Albums of the 2020s So Far (2024)     | 7    | [ 125 ] |
| Rolling Stone | The 250 Greatest Albums of the 21st Century So Far | 35   | [ 126 ] |

| Публикация/критик       | Список                                                             | Ранг | Ссылка  |
| ----------------------- | ------------------------------------------------------------------ | ---- | ------- |
| AllMusic                | AllMusic’s 100 Favorite Albums of 2024                             | н/д  | [ 127 ] |
| Associated Press        | AP’s top albums of 2024                                            | н/д  | [ 128 ] |
| Billboard               | Staff List: The 50 Best Albums of 2024                             | 1    | [ 129 ] |
| BBC Radio 6 Music       | 26 Albums of the Year 2024                                         | н/д  | [ 130 ] |
| Business Insider        | The best albums of 2024                                            | 2    | [ 131 ] |
| Complex                 | The 50 Best Albums of 2024                                         | 1    | [ 132 ] |
| Consequence Of Sound    | The 50 Best Albums of 2024                                         | 16   | [ 133 ] |
| Crack                   | The Top 50 Albums of 2024                                          | 4    | [ 134 ] |
| Entertainment Weekly    | The 10 best albums of 2024                                         | 1    | [ 135 ] |
| Exclaim!                | 50 Best Albums of 2024                                             | 2    | [ 136 ] |
| Gorilla vs. Bear        | Gorilla vs. Bear’s Albums of 2024                                  | 9    | [ 137 ] |
| The Forty Five          | The best albums of 2024 as voted by The Forty-Five’s music critics | 1    | [ 138 ] |
| Hypebeast               | The 10 Best Music Projects of 2024                                 | н/д  | [ 139 ] |
| The Independent         | The best albums of 2024, ranked                                    | 2    | [ 140 ] |
| Impose                  | The Top 50 Albums of 2024                                          | 2    | [ 141 ] |
| KCRW                    | The 30 Best Albums of 2024                                         | 20   | [ 142 ] |
| The Line of Best Fit    | The Best Albums of the Year                                        | 8    | [ 143 ] |
| Loud and Quiet          | Loud And Quiet Albums of the Year 2024                             | 2    | [ 144 ] |
| Mondo Sonoro            | Los mejores discos internacionales de 2024                         | 2    | [ 145 ] |
| The New Yorker          | The Best Albums of 2024                                            | 7    | [ 146 ] |
| The New York Times      | Jon Pareles' Best Albums of 2024                                   | 1    | [ 147 ] |
| The New York Times      | Lindsay Zoladz’s Best Albums of 2024                               | 3    | [ 147 ] |
| NME                     | The 50 Best Albums of 2024                                         | 1    | [ 148 ] |
| NPR                     | The 50 Best Albums of 2024                                         | н/д  | [ 149 ] |
| Oor                     | OOR’s 20 Best Albums of 2024                                       | 1    | [ 150 ] |
| Paste                   | The 100 Best Albums of 2024                                        | 6    | [ 151 ] |
| People                  | People Picks the Top 10 Albums of 2024                             | 2    | [ 152 ] |
| Pitchfork               | The 50 Best Albums of 2024                                         | 2    | [ 153 ] |
| PopMatters              | The 80 Best Albums of 2024                                         | 1    | [ 154 ] |
| The Quietus             | The Quietus' Top 100 Albums of 2024                                | 15   | [ 155 ] |
| Resident Advisor        | The Best Records of 2024                                           | 3    | [ 156 ] |
| RIFF Magazine           | The 35 best albums of 2024                                         | 1    | [ 157 ] |
| Rolling Stone           | The 100 Best Albums Of 2024                                        | 1    | [ 158 ] |
| Rock Sound              | Rock Sound’s Top 24 Albums Of 2024                                 | н/д  | [ 159 ] |
| Rough Trade UK          | Albums of the Year 2024                                            | 8    | [ 160 ] |
| Slant Magazine          | Albums of the Year 2024                                            | 1    | [ 161 ] |
| Spin                    | The Year in Music, 2024: Albums of the Year                        | н/д  | [ 162 ] |
| Stereogum               | The 50 Best Albums Of 2024                                         | 1    | [ 163 ] |
| The Sunday Times        | The 25 best albums of 2024                                         | 2    | [ 164 ] |
| Stereogum               | The 50 Best Albums Of 2024                                         | 1    | [ 163 ] |
| Time                    | The 10 Best Albums of 2024                                         | 5    | [ 165 ] |
| Time Out                | The Best Albums of 2024                                            | 4    | [ 166 ] |
| The Skinny              | The Skinny’s Albums of 2024                                        | 1    | [ 167 ] |
| Uncut                   | 80 Best Albums of 2024                                             | 59   | [ 168 ] |
| Uproxx                  | The Best Albums Of 2024                                            | н/д  | [ 169 ] |
| Vulture                 | The Very Best Albums of 2024                                       | н/д  | [ 170 ] |
| The Wall Street Journal | The Best Music of 2024: Sounds Pulled From the Past                | н/д  | [ 171 ] |
| The Washington Post     | The best albums of 2024                                            | 1    | [ 172 ] |

## Список композиций
| №                   | Название                        | Автор(ы)                                                                               | Продюсеры                                                                          | Длительность |
| ------------------- | ------------------------------- | -------------------------------------------------------------------------------------- | ---------------------------------------------------------------------------------- | ------------ |
| 1.                  | «360»                           | Charlotte Aitchison Alexander Guy Cook Henry Walter Finn Keane Omer Fedi Blake Slatkin | Cirkut A. G. Cook Keane [a]                                                        | 2:13         |
| 2.                  | «Club Classics»                 | Aitchison George Daniel                                                                | Daniel Cook [a]                                                                    | 2:33         |
| 3.                  | «Sympathy Is a Knife»           | Aitchison Keane Jonathan Christopher Shave                                             | Keane Charli XCX                                                                   | 2:31         |
| 4.                  | «I Might Say Something Stupid»  | Aitchison Mike Lévy                                                                    | Gesaffelstein                                                                      | 1:49         |
| 5.                  | «Talk Talk»                     | Aitchison Cook Ross Matthew Birchard                                                   | Hudson Mohawke Cook [a]                                                            | 2:41         |
| 6.                  | «Von Dutch»                     | Aitchison Keane                                                                        | Keane                                                                              | 2:44         |
| 7.                  | «Everything Is Romantic»        | Aitchison Pablo Díaz-Reixa                                                             | El Guincho Cook Charli XCX Jasper Harris [a] Marlonwiththeglasses [a] Jae Deal [a] | 3:23         |
| 8.                  | «Rewind»                        | Aitchison Walter Cook                                                                  | Cirkut Cook                                                                        | 2:48         |
| 9.                  | «So I»                          | Aitchison Keane Shave                                                                  | Shave Cook                                                                         | 3:31         |
| 10.                 | «Girl, So Confusing»            | Aitchison Cook                                                                         | Cook                                                                               | 2:54         |
| 11.                 | «Apple»                         | Aitchison Daniel Linus Wiklund Noonie Bao                                              | Daniel Wiklund Cook Charli XCX                                                     | 2:31         |
| 12.                 | «B2B»                           | Aitchison Lévy                                                                         | Gesaffelstein Fedi Cook                                                            | 2:58         |
| 13.                 | «Mean Girls»                    | Aitchison Cook Birchard                                                                | Cook Hudson Mohawke                                                                | 3:09         |
| 14.                 | «I Think About It All the Time» | Aitchison Cook Keane Shave                                                             | Cook Keane                                                                         | 2:15         |
| 15.                 | «365»                           | Aitchison Cook                                                                         | Cook Cirkut                                                                        | 3:23         |
| Общая длительность: | Общая длительность:             | Общая длительность:                                                                    | Общая длительность:                                                                | 41:23        |

| №                   | Название            | Автор(ы)                                     | Продюсеры           | Длительность |
| ------------------- | ------------------- | -------------------------------------------- | ------------------- | ------------ |
| 16.                 | «Hello Goodbye»     | Aitchison Cook                               | Cook                | 3:39         |
| 17.                 | «Guess»             | Aitchison Harrison Patrick Smith Dylan Brady | Smith               | 2:22         |
| 18.                 | «Spring Breakers»   | Aitchison Cook Keane Shave                   | Cook Keane Shave    | 2:23         |
| Общая длительность: | Общая длительность: | Общая длительность:                          | Общая длительность: | 49:46        |

Замечания
- [a] дополнительный продюсер.
- «Spring Breakers» включает семпл песни «Everytime», написанной Бритни Спирс и Annet Artani, спродюсированной Guy Sigsworth и исполненной Бритни Спирс.

## Чарты
| Чарт (2024)                             | Высшая позиция |
| --------------------------------------- | -------------- |
| Австралия (ARIA)                        | 1              |
| Австралия (Dance Albums, ARIA)          | 1              |
| Австрия (Ö3 Austria)                    | 5              |
| Бельгия/Фландрия (Ultratop)             | 3              |
| Бельгия/Валлония (Ultratop)             | 6              |
| Канада (Canadian Albums Chart)          | 2              |
| Дания (Hitlisten)                       | 9              |
| Нидерланды (Album Top 100)              | 4              |
| Финляндия (Suomen virallinen lista)     | 11             |
| Франция (SNEP)                          | 15             |
| Германия (Offizielle Top 100)           | 5              |
| Венгрия (MAHASZ)                        | 11             |
| Ирландия (Irish Albums Chart)           | 1              |
| Италия (FIMI)                           | 15             |
| Италия (Classifica album)               | 26             |
| Новая Зеландия (RMNZ)                   | 4              |
| Норвегия (VG-lista)                     | 9              |
| Португалия (AFP)                        | 5              |
| Шотландия (Scottish Albums Chart)       | 2              |
| Испания (PROMUSICAE)                    | 2              |
| Швеция (Sverigetopplistan)              | 12             |
| Швейцария (Schweizer Hitparade)         | 7              |
| Великобритания (UK Albums Chart)        | 1              |
| Великобритания (UK Dance Albums Chart)  | 1              |
| США (Billboard 200)                     | 3              |
| США (Billboard Dance/Electronic Albums) | 1              |

| Чарт (2024)                                  | Позиция |
| -------------------------------------------- | ------- |
| Австралия (ARIA)                             | 18      |
| Австралия (Dance Albums, ARIA)               | 1       |
| Германия (Offizielle Top 100)                | 72      |
| Великобритания (UK Albums, OCC)              | 8       |
| США (Billboard 200)                          | 65      |
| США (Top Dance/Electronic Albums, Billboard) | 1       |

## Сертификации
| Регион                                                                      | Сертификация | Продажи |
| --------------------------------------------------------------------------- | ------------ | ------- |
| Австралия (ARIA)                                                            | Золотой      | 35 000  |
| Канада (Music Canada)                                                       | Платиновый   | 80 000  |
| Новая Зеландия (RMNZ)                                                       | Платиновый   | 15 000  |
| Польша (ZPAV)                                                               | Золотой      | 10 000  |
| Португалия (AFP)                                                            | Золотой      | 3500    |
| Великобритания (BPI)                                                        | Платиновый   | 300 000 |
| Данные о продажах + прослушиваниях приведены только на основе сертификации. |              |         |

## Brat and It’s Completely Different but Also Still Brat
Альбом ремиксов под названием Brat and It’s Completely Different but Also Still Brat, в котором приняли участие 20 приглашенных артистов, был выпущен 11 октября 2024 года.

### Комментарии
1. ↑  Слово Brat в последнее время несколько изменил своё значение. До выхода альбома так называли недисциплинированных подростков, ведущих себя вызывающе: «сопляк», «негодяй», «негодница», «егоза». После выхода альбома смысл несколько изменился: это молодой уверенный в себе человек, решительная личность, бунтарь, бросающий вызов[2][3]